# Скобелево (Старозагорская область)
Скобелево (болг. Скобелево) — село в Болгарии. Находится в Старозагорской области, входит в общину Павел-Баня. Население составляет 771 человек.

## Политическая ситуация
В местном кметстве Скобелево, в состав которого входит Скобелево, должность кмета (старосты) исполняет Георги Йорданов Петров (независимый) по результатам выборов правления кметства.
Кмет (мэр) общины Павел-Баня — Станимир Христов Радевски (инициативный комитет Станимир Христов Радевски) по результатам выборов в правление общины.